# 広島電鉄2500形電車
広島電鉄2500形電車（ひろしまでんてつ2500がたでんしゃ）は、広島電鉄が市内線（軌道線）から宮島線（鉄道線）への直通運転用車両として、1961年（昭和36年）から1967年（昭和41年）にかけて導入した2車体連接構造の電車（路面電車車両）である。
2500形には純然たる新車として導入された車両と、他事業者より譲り受けた中古車両を改造して導入した車両が存在し、前者については後年3車体連接構造化ならびに冷房装置の搭載など各種改造が実施され、3100形と形式区分された。
本項では、2500形ならびに同形式を改造して導入された3100形の両形式について詳述する。

## 導入に至る背景
宮島線の車両近代化、および宮島線と市内線との直通運転を目的として1960年（昭和35年）より導入された2000形電車は、同形式に先行して直通運転用車両として1958年（昭和33年）に新製された850形電車（現・350形）を設計の基本としつつ、専用軌道線である宮島線において必要とされる高速性能と、併用軌道区間が大半を占める市内線において必要とされる高い加減速性能の両面を充足させた高性能車両であった。しかし、2000形の車体構造は850形と同様に、従前の市内線用車両と同一の、単車（1両編成）運転を原則とした純然たる路面電車車両そのものであり、1両当たりの車両定員も80人程度と、当時宮島線に在籍した旧型の鉄道線用車両を代替するにあたっては輸送力不足が懸念された。
そのため、2000形の走行性能はそのままに、より輸送力の高い車両の導入が求められたことから、2000形を設計の基本としつつ、車体を2車体3台車構造の連接仕様に設計変更して1編成当たりの車両定員を130人に増加させた2500形が、翌1961年（昭和36年）から1964年（昭和38年）にかけて5編成10両新製された。広島電鉄における連接車の導入例は、宮島線所属の1040形電車2両を1957年（昭和32年）に2車体3台車構造の連接車へ改造した前例が存在するが、当初より連接車として設計・製造された車両は2500形が最初であった。車両番号（以下「車番」）は前記1040形における車番付与基準に倣って、2501-2502（第1編成）から2509-2510（第5編成）といった具合に編成単位ではなく車体単位で車番が付与された。
なお、1961年（昭和36年）に落成した2501 - 2504の2編成4両はナニワ工機において新製されたが、翌1962年（昭和37年）以降に落成した2505 - 2510の3編成6両は導入コスト削減を目的として広島電鉄自社工場において新製され、両者は細部に相違点を有した。
|        | 車番      | 落成年月   | 製造メーカー |
| ------ | --------- | ---------- | ------------ |
| 2500形 | 2501-2502 | 1961年7月  | ナニワ工機   |
| 2500形 | 2503-2504 | 1961年7月  | ナニワ工機   |
| 2500形 | 2505-2506 | 1962年7月  | 自社工場     |
| 2500形 | 2507-2508 | 1964年9月  | 自社工場     |
| 2500形 | 2509-2510 | 1964年11月 | 自社工場     |

しかし、2500形増備の同時期には広島市の都市交通計画が策定され、その中に市内線の己斐（現・広電西広島） - 広島駅間に並行する形で地下鉄路線を建設する構想が盛り込まれた。当時の広島電鉄はモータリゼーションの発展による乗合バスへの利用客移転や交通量の爆発的増加による市内線全線における恒常的なダイヤ乱れ発生など、経営的に困難な状況に直面していた。さらに地下鉄建設計画が具体化した場合、路線の存続危機に直結することから、そのような将来展望が不透明な状況において車両の新製を実施することは得策ではないと判断され、2500形の増備は5編成10両で打ち切られた。

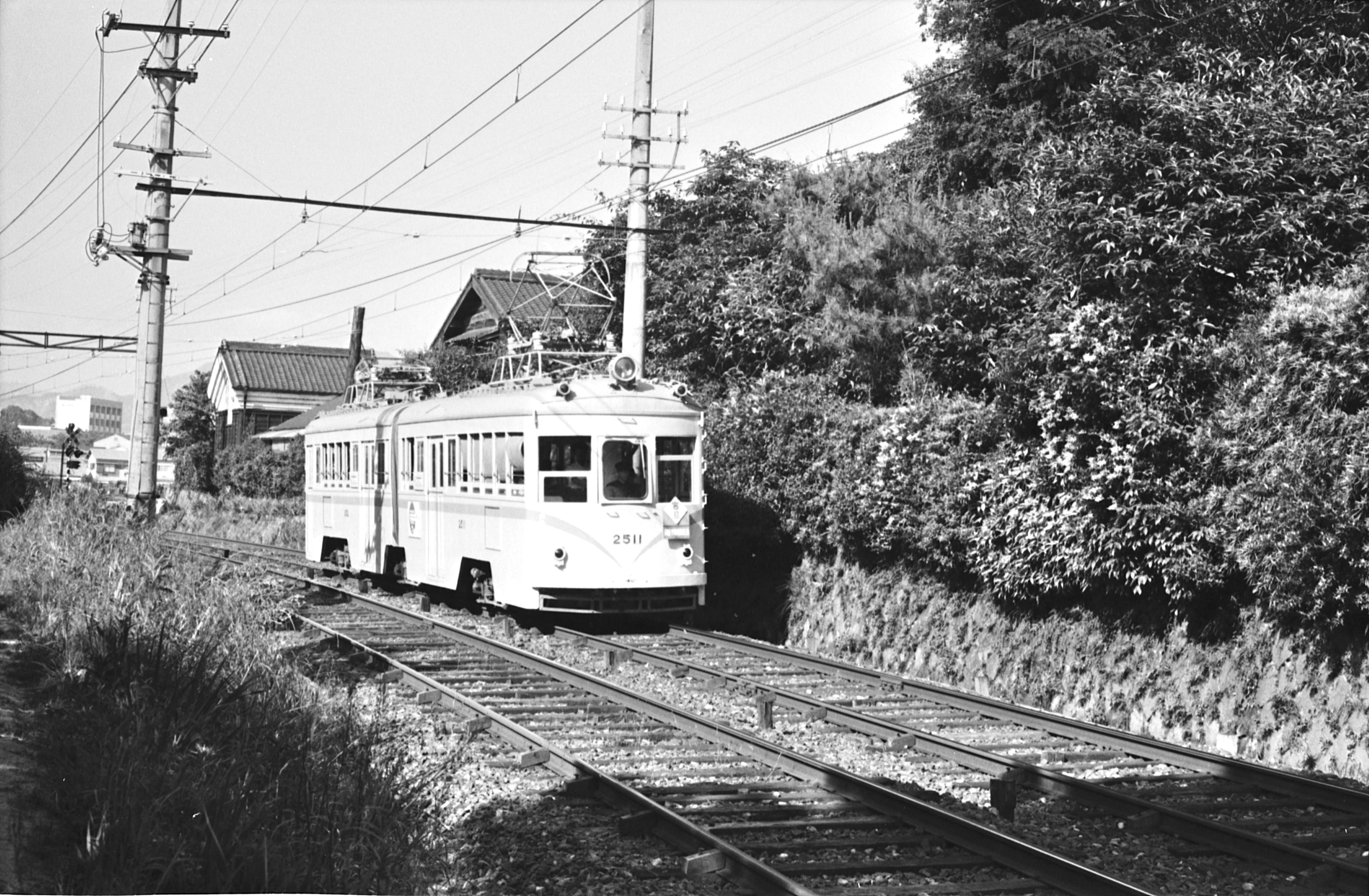
2511号＋2512号　広島電鉄　宮島線　昭和41年6月

一方で宮島線に在籍する木造車体の旧型車の老朽化は限界を迎えつつあり、また宮島線から市内線への直通需要も増加の一途を辿ったことから、直通運転用車両の不足を補うため1966年（昭和41年）に大阪市交通局（大阪市電）より同局1601形電車を4両譲り受け、大阪車輌工業において2車体3台車構造の連接車2編成に大改造して2500形へ編入、2511 - 2514として導入した。改造に際しては台車を除く主要機器を2501 - 2510と同一のものへ全面的に換装し性能面では統一を図ったものの、車体は連接化改造を除けば大阪市電1601形の原形を保った形態であったことから、同一形式ながら外観は全く異なるものとなった。また、同4両はいずれも譲渡名義ではなく新製名義で落成した。
|        | 車番      | 種車               | 落成年月  |
| ------ | --------- | ------------------ | --------- |
| 2500形 | 2511-2512 | 大阪市電1617・1630 | 1967年3月 |
| 2500形 | 2513-2514 | 大阪市電1636・1640 | 1967年3月 |

上記経緯を経て計7編成14両の陣容となった2500形は、後年3車体連接構造が直通運転用車両における主流となったことに伴って、1985年（昭和60年）より輸送力増強を目的として2501 - 2510の新製車グループを対象に3車体4台車構造へ改造することとなり、改造後の同グループは3100形と形式区分された。なお、改造対象から外れた車体流用車グループの2511 - 2514は1985年（昭和60年）までに全車廃車となったため2500形は形式消滅し、現存する車両は全て3100形の形式称号が付与されている。

## 車体
新製車グループの2501 - 2510は、2000形に類似した全金属製の車体を備える。前面は運転台位置に相当する中央窓の左右寸法を大きく取り、その左右に縦長の開閉可能窓を配した3枚窓構造で、前面向かって右側の幕板部には行先表示器を備え、前面窓上部には水切りを設けた。これら仕様は2000形に準じたものであるが、2500形においては前面上半分に後退角が設けられたほか、前面左右の開閉可能窓が2000形の1枚窓構造から上段下降下段上昇式の二段窓構造に改められた点が異なる。
前照灯はナニワ工機製の2501 - 2504が外付け形の白熱灯を1灯、前面屋根部に設置したのに対し、自社工場製の2505 - 2510は小型のシールドビームを2灯、逆台形の埋め込み形ケースを介して前面屋根部に設置した点が異なる。また、2505 - 2510は宮島線・市内線直通運用に際して点灯する直通標識灯を落成当初より前面屋根部左右に1灯ずつ設置し、2501 - 2504についても後年追設された（共に埋め込み式）。後部標識灯は前面腰板部左右に1灯ずつ設置する。
側面窓配置は2000形と同様に車体の前部と中央部の2箇所に客用扉を配した前中扉配置を採用する左右非対称構造で、1編成当たりの窓配置はD(1)3(1)D1 / 2(1)D13（D：客用扉、各数値は側窓の枚数、下線付は車掌用窓を、カッコ付は戸袋窓をそれぞれ示す）である。客用扉は軽合金製の片開扉を採用、側窓は下段部分に危険防止を目的として保護棒を設けた二段上昇式のアルミサッシ、車掌用窓は引き違い式の横引窓とし、各車掌用窓の上部には側面行先表示器を設けた。ただし、2505 - 2510については前位側車掌窓上の行先表示器を省略し、後位側の1箇所のみとした。
その他、側面腰板部には550形電車より採用された蛍光灯による電照式広告装置を設置した。これは半透明のアクリル樹脂で作成された広告板を裏面から蛍光灯で照らす仕組みとなっており、日本国内においては他に例のない広島電鉄独自の装備であった。
車内はロングシート仕様で、車内照明に蛍光灯を採用した。なお、2501 - 2504は車内送風機として扇風機を備え、床面をロンリューム仕上げとしたが、2505 - 2510は床面を松材を用いた木製とし、車内送風機は省略された。
車体流用車グループの2511 - 2514については、連接車化改造に伴って連結面となる側の構体を各車の中央扉付近で切断し車体を短縮し外付け式の直通標識灯を追加した以外、大阪市電1601形として運用されていた当時と大きな変化はない。深い屋根と腰高な窓位置が特徴の重厚な半鋼製車体を備え、客用扉はいずれも木製で、前位寄りの客用扉のみが片開扉仕様でドア窓が縦桟1本で仕切られた2枚窓、その他2箇所は両開扉仕様となっている。1編成当たりの側面窓配置はD(1)4(1)D(1)1 / 2(1)D(1)5で、前面・側面とも行先表示器の装備はない。
車体塗装はオリエントピーチと称する薄いピンク地にライトベネチアンレッドと称する赤の細帯を配した塗装を新たに採用した。この塗装は従来市内線専用車両と同一の濃緑・ベージュの2色塗装であった2000形など他の直通運転用車両各形式にも踏襲され、以降の直通運転用車両における標準塗装となった。

## 主要機器
前述の通り、車体の仕様については製造者および新製車両・中古車両の別によって相違点を有するが、主要機器については全車とも概ね共通仕様となっている。

### 制御装置
東洋電機製造製の電動カム軸式間接自動制御器ES-255Bを1編成当たり1基搭載、直並列組合せによる抵抗制御、および弱め界磁制御によって速度制御を行う。同制御装置は2000形において採用実績のある東洋電機製造製ES-255Aを一部設計変更した機種で、ES-255Aと同様に停止用発電制動機能を備える。

### 主電動機
2501 - 2504は東洋電機製造製の直流直巻電動機TDK546/2-Cを1編成当たり4基、両端部分の台車の各軸へ搭載する。2505 - 2514においては同じく東洋電機製造製のTDK546/2-G1Cに変更されたが、端子電圧300 V時定格出力40 kWの特性は両機種とも同一である。駆動方式は吊り掛け式、歯車比は4.93 (69:14) である。
2500形は中間連接台車を主電動機を搭載しない付随台車とした関係で、全軸駆動仕様の2000形が搭載する主電動機（日本車輌製造製NE-30またはNE-30A）の端子電圧300V時定格出力30kWと比較して約3割強の出力増強が図られ、また定格牽引力増大のため歯車比も2000形の4.46 (67:15) と比較してローギヤードな設定とされている。

### 台車
2501 - 2510は日本車輌製造製の「トーションバー台車」と呼称される台車を装着する。
トーションバー台車はスイス・SIG社が開発した、枕ばねに通常の螺旋状ばね（コイルばね）ではなく枕木方向に左右1本ずつ設置されたトーションバー・スプリング（ねじり棒ばね）を用い、ボルスタアンカーを併用した軽量台車で、日本国内においてはSIG社とライセンス契約を締結した日本車輌製造が製造を担当、広島電鉄のほか遠州鉄道にも納入された。
広島電鉄においては2000形2001 - 2003が初採用例となったトーションバー台車であるが、同3両が装着するSIG NS-504台車と比較して固定軸間距離を1,600mmから1,650mmに延長した改良型のSIG NS-508Aが2501 - 2504に採用された。2505 - 2510はSIG NS-508Aをさらに一部設計変更したSIG NS-508C（両端台車）・SIG NS-508D（連接台車）を装着する。軸ばね部は円筒案内式で、軸受はコロ軸受（ローラーベアリング）仕様、車輪径は660mmである。
2511 - 2514は種車となった大阪市電1601形が装着する、「大阪市電形台車」と通称される住友製鋼所製の鋳鋼組立式ウィングばね台車KS46Lをそのまま装着した。KS46Lは1928年（昭和3年）の大阪市電1601形の新製に際して設計・製造された台車で、枕ばねを含む全ての緩衝ばねにコイルばねを用いた、製造当時としては画期的な設計を取り入れたものであった。
2500形への改造に際しては、主電動機増設・2軸駆動化に伴って従来台車内側の付随車軸上部に1台車当たり1基搭載した制動筒（ブレーキシリンダー）を台車側枠へ移設するなど各種改造が実施され、以降広島電鉄においては「大阪市電形改」と呼称された。軸受は平軸受（プレーンベアリング）仕様、固定軸間距離は1,625mm、車輪径は660mmである。

### 制動装置
2000形において採用実績のある、運転台に設置されたブレーキ弁の操作によって発電制動・空気制動とも作動するSLED発電制動併用直通ブレーキを採用する。このため制動時でも吊り掛け駆動音が発生する。但し、市内線内では運転台の逆転器を切位置にすることで電気ブレーキをカットし、空気ブレーキのみを使用することもある。

### 補助機器類
集電装置は菱形パンタグラフを採用、各車の屋根上後位寄りにやぐら状のパイプ組立形台座を介して搭載し、運用時には先頭となる側の車両に搭載されたパンタグラフを使用する。なお、2511 - 2514の搭載するパンタグラフは阪神電気鉄道より同社の廃車発生品を購入した中古部品である。

## 運用
2500形が新製された1961年（昭和36年）当時における宮島線 - 市内線直通列車の運行形態は、朝方のラッシュ時間帯に3往復が設定されているのみであったが、2500形導入を契機に夕方のラッシュ時間帯にも2往復の直通列車を新設した。さらに翌1962年（昭和37年）1月10日より、昼間の時間帯においても毎時4本の直通列車を新設、2500形は2000形や850形とともにそれら直通運用へ充当された。
2500形は導入当時の直通運転用車両においては最も収容力が大きく、直通運用の主力車両として重用された。しかし、後年の3000形電車および3500形「軽快電車」の導入を契機として直通運転用車両の標準仕様が3車体4台車の連接構造に移行したことや、2000形の2両固定編成化に伴って、2車体3台車構造の連接車である2500形は逆に1編成当たりの収容力が最も小さい車両となり、運用機会が減少した。1984年（昭和59年）には3700形電車導入の代替として車体流用車グループのうち2513-2514が同年12月30日付で廃車となった。
また、同時期には将来的に宮島線の全列車を市内線へ直通運転する構想が浮上、輸送力増強のため経年の浅い新製車グループの2501 - 2510を対象に、3車体連接編成化および冷房改造を実施して収容力増加を図るとともに、他の3車体連接構造の直通運転用車両と仕様を統一することとなった。改造に際しては、中間車を別途新製して各編成へ組み込み、主要機器の一部を換装して5編成全てを3車体連接編成とする案も検討されたが、最終的には既存の車両の編成組み換えによって2車体連接車5編成10両を3車体連接車3編成9両に再編する方針が決定、減少する2編成分は3700形の新製によって補充することとした。

### 3100形への改造
3車体連接編成化は1985年（昭和60年）から翌1986年（昭和61年）にかけて大阪車輌工業において施工され、改造後は3100形と改称・改番された。車番は西日本鉄道から譲り受けた1300形電車より採用された、1編成全車を同一の車番とし、車番末尾にA・B（先頭車）およびC（中間車）の記号を付与して区分する方式に改められた。
|        | 車番              | 種車             | 竣功年月   |
| ------ | ----------------- | ---------------- | ---------- |
| 3100形 | 3101A-3101C-3101B | 2501・2502・2505 | 1985年12月 |
| 3100形 | 3102A-3102C-3102B | 2503・2507・2504 | 1986年7月  |
| 3100形 | 3103A-3103C-3103B | 2509・2508・2510 | 1986年12月 |

2505-2506・2507-2508の2編成4両を編成解除し、その他の3編成へ繋げる形で3車体連接編成化を実施、中間車となる2502・2507・2508は運転台部分の構体を切断して撤去、3101C・3102C・3103Cとなった。
先頭車を中間車へ転用する手法は3000形において実施されたものと同様であるが、2500形の心皿位置は前位扉が引扉である関係上3000形よりも若干中央寄りに位置しており、3000形の前例に倣って心皿位置で構体を切断すると車体長が短くなり過ぎることから、前位扉の戸袋窓を境界線として構体を切断、心皿位置を切断部分へ移設した。窓配置は先頭車として運用されていた当時の左右非対称構造をそのまま継承したため、左右対称構造を採用する他の3車体連接編成の中間車とは異なり、側面左右で3(1)D1および2(1)D2と客用扉の位置が側窓1枚分ずれが生じている点を特徴とする。その他、屋根上のパンタグラフおよび台座を撤去し、従来車掌窓であった部分を通常の側窓へ置き換え、側面行先表示器も撤去された。
両先頭車については従来の行先表示器を痕跡を残さず撤去し、前面幕板中央部へ大型の電動行先表示器が新設された。その他、従来の前照灯を撤去してシールドビーム式の前照灯を腰板部へ新設し、制動動作灯を兼ねた後部標識灯と一体型のケースに収めたほか、各車掌窓上への電動式側面行先表示器の新設、前面中央窓の固定化、ワイパーの電動化および窓下移設・ウィンドウウォッシャーの新設などが施工された。
主要機器は基本的に改造以前と比較して変化はないが、主電動機出力の都合から従来主電動機を搭載しない付随台車であった中間連接台車にも主電動機を各1基新たに搭載、1編成当たり6基搭載とした。制御装置はES-255Bを一部改造した上で両先頭車へ搭載、一方の制御装置で両端台車に搭載された主電動機4基を制御し、他方の制御装置で中間連接台車に新たに搭載された主電動機2基を制御する変則的な繋ぎとした。力行時は6基全ての主電動機を使用するものの、発電制動動作時は両端台車に搭載された4基の主電動機のみを使用する。
また、併せて冷房改造も実施され、先頭車に三菱電機CU77A（冷却能力21,000kcai/h）を、中間車に同CU127A（冷却能力10,500kcal/h）を各1基、屋根上に新設した。両先頭車の屋根上には冷房装置用電源として静止形インバータ (SIV) が新設され、これらの搭載スペースを確保するためパンタグラフの搭載位置を前位寄りへ移設し、パンタグラフそのものも新造品へ交換されたほか、台座を従来のパイプ組立形から屋根上専有面積の小さいアングル材組立形に変更した。
車内の仕様は3000形に準じたものとなり、座席モケットは臙脂色のものを採用、床面はロンリューム貼りで仕様が統一された。
車体塗装は全編成とも改造以前の薄いピンク地に赤の細帯を配した塗装から変化はないが、新設された前照灯ケースとの位置関係から前面の赤帯は省略された。また、先頭車・中間車とも蛍光灯照明式広告装置は撤去された。
改造第一号となる3101編成（元2501・2502・2505）が1985年（昭和60年）12月28日付で竣功したことを皮切りに、翌1986年（昭和61年）7月19日付で3102編成（元2503・2507・2504）が、同年12月24日付で3103編成（元2509・2508・2510）がそれぞれ竣功し、全編成が出揃った。なお、3102・3103編成の両先頭車は前面中央窓の固定化に際して窓枠部分を新製したため、改造以前の原形を保つ3101編成の両先頭車とは形状が異なる。
この結果、編成組み換えに伴って余剰となった2506、および改造対象から外れた車体流用車グループの2511-2512の計3両は1985年（昭和60年）12月31日付で除籍され、3103編成の竣功をもって2500形は形式消滅した。

### 改造後の運用
改造を終えた3101編成は1986年（昭和61年）1月20日に広島電鉄へ引き渡され、試運転を実施したのち就役した。3102・3103編成についても1986年（昭和61年）度内に営業運転に導入され、計3編成が出揃った。
1988年（昭和63年）に3101・3102編成が3500形および3700形と同一のアイボリー地に窓周りと車体裾部に緑帯を配した現行塗装に変更され、両先頭車の側面窓下に｢ぐりーんらいなー｣のロゴが追加された。残る3103編成については、西ドイツの画家であるジョー・ブロッケルホフによる平和への願いをテーマとした空色基調のエアブラシ画が車体全面に描かれ、同年8月6日の広島原爆記念日より「ピースバーン号」として運用を開始した。
「ピースバーン号」の企画は、以前より世界最初の被爆地である広島へ興味を寄せていたブロッケルホフが、西ドイツ在住の日本人ジャーナリストより広島電鉄に西ドイツ・ドルトムント市電の車両（70形電車）が導入されていることを伝え聞いたことを契機に、ブロッケルホフ本人より広島電鉄側へ持ち込まれたもので、広島電鉄側もこれを快諾、各種打ち合わせを経て同年7月中旬から8月5日にかけて塗装作業が実施された。エアブラシ画によるイラストは、平和の象徴である鳩を前後妻面に描き、側面の編成全体に世界中の様々な人種・動物・広島市内の街並み・7色の虹などを描いたものであった。
3103編成は1992年（平成4年）5月の定期検査に際して、外板補修のため塗装を剥離する必要性が生じた。また、イラストそのものも経年による塗膜のひび割れなど傷みが生じており、維持が困難となりつつあったことから、当初は外板補修後に車体塗装を3101・3102編成と同一の「ぐりーんらいなー」塗装へ変更することが予定された。しかし、鉄道ファンや沿線利用者からイラストを残して欲しいとする声が多数寄せられ、広島電鉄側もそれら要望や製作者であるブロッケルホフの意図を尊重する形で計画を変更、前面や傷みの進行した屋根部など必要最低限の箇所の補修および再塗装に留め、側面のイラストの大部分は残された。再塗装が実施された部分については「ぐりーんらいなー」塗装に変更されたが、両先頭車の側面窓下には「ピースバーン号」のロゴが貼付され、また側面幕板部には1994年（平成6年）に広島市内において開催されるアジア競技大会に関するメッセージロゴが新たに追加された。
その後、1995年（平成7年）8月の定期検査入場をもって「ピースバーン号」の運行は終了、出場に際して3103編成は「ぐりーんらいなー」塗装へ変更された。
2012年（平成24年）10月現在、全編成とも朝ラッシュ時間帯及び花火大会等イベント時など主に車両不足時に運用されている。広島駅に乗り入れることは殆どなく、市内線に乗り入れる際は平日朝ラッシュ時に宮島線内→広電西広島→紙屋町西→広電本社前の0号線で運用される。また、2000形の運用離脱および3000形の市内線転用に伴って、3100形は直通運用および宮島線内運用に充当される唯一の吊り掛け駆動車となっている。
なお、3101編成は宮島線開通100周年記念事業として、2022年（令和4年）10月4日から当面の間、現行の「ぐりーんらいなー」塗装からリバイバル塗装として宮島線直通色（オリエントピーチ色）塗装へ塗り替えられて運行されている。

## 諸元・車歴

### 主要諸元
- 2500形の主要諸元を示す[12][18]。3100形への改造後の主要諸元[37][49]は冒頭テンプレートを参照。

|              | 2501 - 2504                      | 2505 - 2510                      | 2511 - 2514                      |
| ------------ | -------------------------------- | -------------------------------- | -------------------------------- |
| 編成         | 2車体3台車連接固定編成           | 2車体3台車連接固定編成           | 2車体3台車連接固定編成           |
| 編成定員     | 130人（座席56人）                | 130人（座席56人）                | 130人（座席54人）                |
| 全長         | 18,320 mm                        | 18,320 mm                        | 18,390 mm                        |
| 全幅         | 2,440 mm                         | 2,440 mm                         | 2,448 mm                         |
| 全高         | 4,190 mm                         | 4,190 mm                         | 4,190 mm                         |
| 車体材質     | 普通鋼（全金属製）               | 普通鋼（全金属製）               | 半鋼製                           |
| 編成質量     | 23.0 t                           | 23.0 t                           | 23.0 t                           |
| 軌間         | 1,435 mm（標準軌）               | 1,435 mm（標準軌）               | 1,435 mm（標準軌）               |
| 電気方式     | 直流600 V（架空電車線方式）      | 直流600 V（架空電車線方式）      | 直流600 V（架空電車線方式）      |
| 編成出力     | 160 kW                           | 160 kW                           | 160 kW                           |
| 主電動機     | 直流直巻電動機 TDK546/2-C        | 直流直巻電動機 TDK546/2-G1C      | 直流直巻電動機 TDK546/2-G1C      |
| 主電動機出力 | 40 kW（一時間定格）              | 40 kW（一時間定格）              | 40 kW（一時間定格）              |
| 搭載数       | 4基 / 編成                       | 4基 / 編成                       | 4基 / 編成                       |
| 歯車比       | 4.93 (69:14)                     | 4.93 (69:14)                     | 4.93 (69:14)                     |
| 駆動装置     | 吊り掛け駆動                     | 吊り掛け駆動                     | 吊り掛け駆動                     |
| 制御装置     | 電動カム軸式間接自動制御 ES-255B | 電動カム軸式間接自動制御 ES-255B | 電動カム軸式間接自動制御 ES-255B |
| 台車         | SIG NS-508A                      | SIG NS-508C SIG NS-508D          | 大阪市電形改                     |
| 制動方式     | 発電制動併用直通ブレーキ SLED    | 発電制動併用直通ブレーキ SLED    | 発電制動併用直通ブレーキ SLED    |

### 車歴

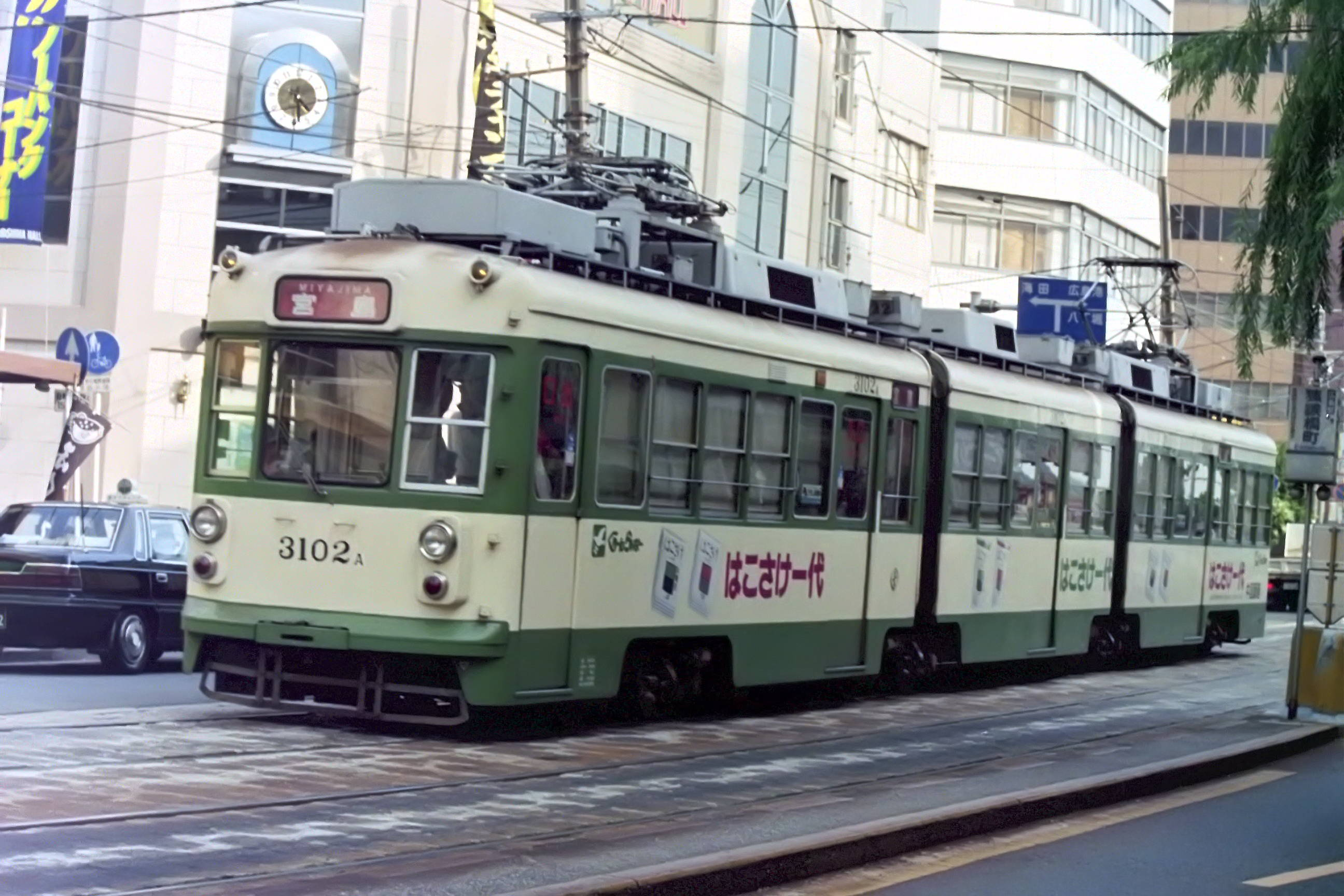
3102

|      | 竣功年月   | 製造メーカー | 3100形化 | 改造年月   | 廃車       | 備考                           |
| ---- | ---------- | ------------ | -------- | ---------- | ---------- | ------------------------------ |
| 2501 | 1961年7月  | ナニワ工機   | 3101A    | 1985年12月 | ‾          |                                |
| 2502 | 1961年7月  | ナニワ工機   | 3101C    | 1985年12月 | ‾          |                                |
| 2503 | 1961年7月  | ナニワ工機   | 3102A    | 1986年7月  | ‾          |                                |
| 2504 | 1961年7月  | ナニワ工機   | 3102B    | 1986年7月  | ‾          |                                |
| 2505 | 1962年7月  | 自社工場     | 3101B    | 1985年12月 | ‾          |                                |
| 2506 | 1962年7月  | 自社工場     |          | ‾          | 1985年12月 |                                |
| 2507 | 1964年9月  | 自社工場     | 3102C    | 1986年7月  | ‾          |                                |
| 2508 | 1964年9月  | 自社工場     | 3103C    | 1986年12月 | ‾          |                                |
| 2509 | 1964年11月 | 自社工場     | 3103A    | 1986年12月 | ‾          |                                |
| 2510 | 1964年11月 | 自社工場     | 3103B    | 1986年12月 | ‾          |                                |
| 2511 | 1967年3月  | 大阪車輌工業 |          | ‾          | 1985年12月 | 元大阪市電1617、新製名義で竣功 |
| 2512 | 1967年3月  | 大阪車輌工業 |          | ‾          | 1985年12月 | 元大阪市電1630、新製名義で竣功 |
| 2513 | 1967年3月  | 大阪車輌工業 |          | ‾          | 1984年12月 | 元大阪市電1636、新製名義で竣功 |
| 2514 | 1967年3月  | 大阪車輌工業 |          | ‾          | 1984年12月 | 元大阪市電1640、新製名義で竣功 |